# 建州 (辽朝)
建州，辽朝到明朝设置的州。
辽太祖设立建州保静军节度使，治所在永霸县（今辽宁省朝阳縣木头城子鎮）。后来迁移到今朝阳市大平房镇。下辖永霸县、永康县、永和县（981年—1014年，之后属于榆州）、阜俗县（986年—998年，之后属于利州）。金太宗天會二年（1124年）被金朝奪得。金熙宗皇统三年（1143年）降為刺史州，为兴中府节度下辖。金章宗泰和八年（1208年）為下等刺史州。金宣宗貞祐三年（1215年）廢棄于蒙古。元朝建州属于大宁路。明朝洪武年间，废建州。洪武二十六年（1393年）二月置营州右屯卫。
历任建州保静军节度使
- 赵思温（927年—？）
- 赵延晖（949年）
- 赵延宁（辽穆宗时）
- 石延煦（969年—985年）
- 赵匡符（985年—？）
- 赵匡尧（辽圣宗时）
- 赵为航（辽圣宗时）
- 石匡弼（？—1012年）
- 耶律查哥（1024年—？）
- 刘伸（1078年—？）
- 马人望（辽道宗末）